# 布莱尼勒卡罗
布莱尼勒卡罗（法語：Bleigny-le-Carreau，法語發音：[blɛɲi lə kaʁo]）是法国勃艮第-弗朗什-孔泰大区约讷省的一个市镇，位于该省中部，属于欧塞尔区。

## 地理
布莱尼勒卡罗（47°50'8"N, 3°40'58"E）面积10.29 平方千米，位于法国勃艮第-弗朗什-孔泰大區约讷省，该省份为法国中北部内陆省份，西接卢瓦雷省，西北接塞纳-马恩省，南至涅夫勒省，东临科多尔省，东北与奥布省接壤。
与布莱尼勒卡罗接壤的市镇（或旧市镇、城区）包括：蒙蒂尼拉雷勒、贝讷、利尼奥雷勒、沃努瓦、圣萨尔沃新城。

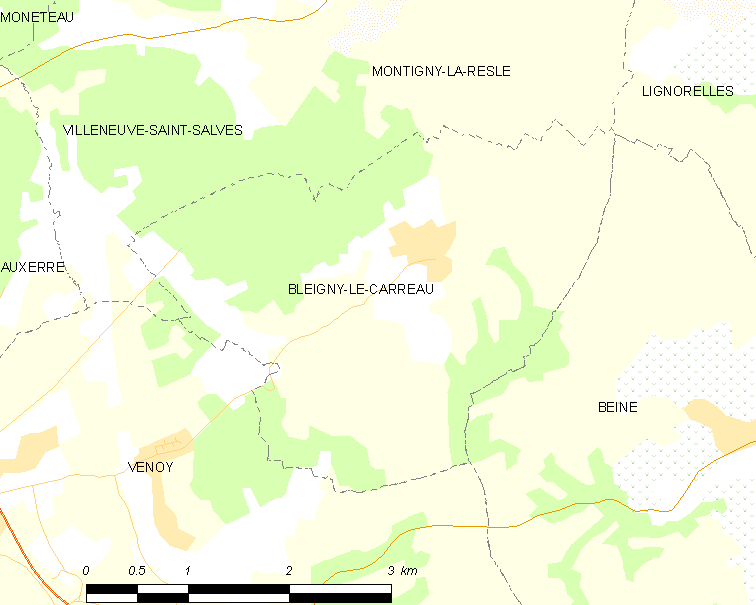
布莱尼勒卡罗的OSM定位图

布莱尼勒卡罗的时区为UTC+01:00、UTC+02:00（夏令时）。

## 行政
布莱尼勒卡罗的邮政编码为89230，INSEE市镇编码为89045。

## 政治
布莱尼勒卡罗所属的省级选区为欧塞尔第三县。

## 人口

1962-2008年间布莱尼勒卡罗人口变化图示

布莱尼勒卡罗于2022年1月1日时的人口数量为282人。